# 大尖山斷層

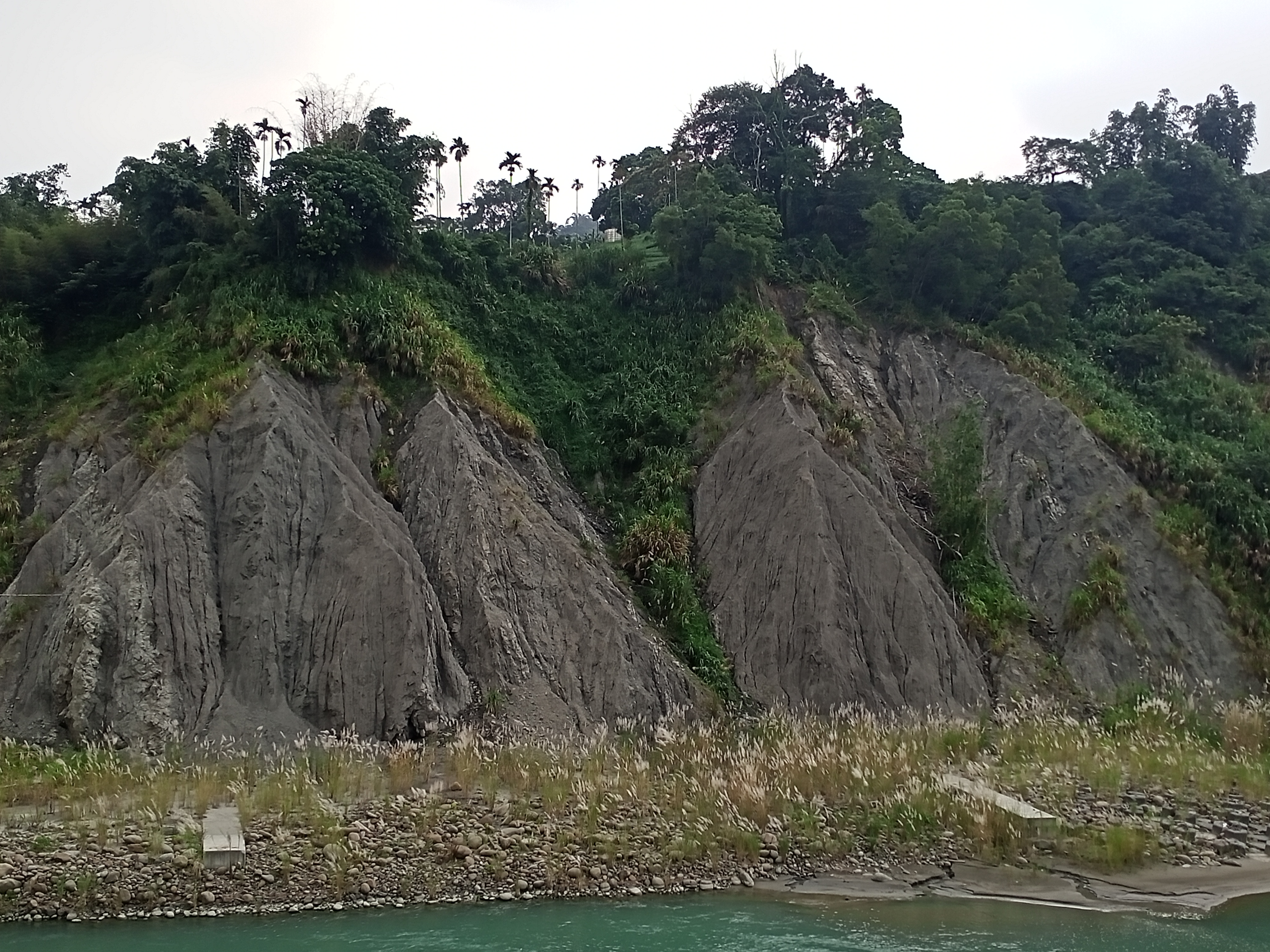
出露於桶頭的大尖山斷層。

大尖山斷層（英語：Tachienshan Fault），是位於台灣西南部的活動斷層，依斷層的特性可以分為南北兩段：北段，為逆移斷層兼具右移性質，約呈東北走向，由南投縣竹山鎮嶺腳附近向西南方向延伸至雲林縣古坑鄉樟湖附近，為內磅斷層（又稱樟湖山斷層或古坑斷層）所截，本段在1999年集集地震時曾活動；南段，為逆移斷層，由東北走向轉東南走向，由古坑鄉樟湖延伸至嘉義縣竹崎鄉金獅寮；總長約25公里。斷層北端在竹山鎮嶺腳附近與鹿寮斷層連接，南端在金獅寮附近與水社寮斷層及觸口斷層連接。

## 總結與評估
大尖山斷層依地質特性可分為2段。北段由南投縣竹山鎮嶺腳，向西南方向延伸，經桶頭、至樟湖山附近為內磅斷層所截，在1999年集集地震時有活動，近地表為右移形式；在桶頭以南至桶頭尾，地表可能產生分叉現象，分支斷層延伸約500公尺後併回主斷層。大尖山斷層的南段由樟湖山附近向西南延伸至嘉義縣竹崎鄉金獅寮與水社寮斷層、觸口斷層連接，但缺少可供觀察的露頭。
由地殼變形的監測結果，大尖山斷層在1996~1999年間，上下盤的水平位移變化量不大，但1999年集集地震後上下盤的水平位移變化量超過100 公厘/年，至2005年之後，斷層上下盤的水平位移變化量逐漸回復至5~30公厘/年。橫跨斷層的速度場變化，在1996~1999年間呈左移形式兼具逆移性質；2000~2005年間的速度場變化量，為逆移形式兼具右移分量；2003~2005年的精密水準測量結果明顯的變化量，高程變化量則維持在10~20公厘之間；這些資料指示大尖山斷層仍具相當的活動潛勢。
大尖山斷層，列為第一類活動斷層。